# 李曉庭
李曉庭（1961年1月7日—），韓國男演員，常見翻譯有「李孝正」或「李孝廷」等。弟弟為演員李基英，而兒子是曾以Namoo Actors練習生參加《PRODUCE 101 第二季》的演員李有鎮。

## 演出作品

### 電視劇
- 1994年：SBS《沒有愛》
- 2002年：SBS《女人天下》飾演 尹任
- 2002年：KBS《帝国的早晨》飾演 双冀
- 2004年：KBS《北京，我的愛》
- 2004年：MBC《我想要愛》
- 2004年：MBC《英雄時代》
- 2004年：KBS《不滅的李舜臣》飾演 丰臣秀吉
- 2005年：SBS《綠薔薇》
- 2005年：SBS《餅乾老師星星糖》
- 2005年：SBS《女王的條件》飾演 金光洙
- 2005年：SBS《露露公主》
- 2006年：KBS《變江與你相遇》
- 2006年：SBS《淵蓋蘇文》飾演 婴阳王高元
- 2007年：SBS《8月下的雪》
- 2008年：MBC《伊甸園之東》
- 2009年：SBS《吞噬太陽》
- 2009年：SBS《天使的誘惑》飾演 黃會長（特別演出）
- 2010年：SBS《濟眾院》飾演 白圭賢
- 2010年：SBS《Giant》飾演 韓明碩
- 2010年：MBC《金首露》飾演 夷毗訶
- 2010年：KBS《近肖古王》
- 2011年：SBS《新妓生傳》飾演 馬仁忠
- 2011年：SBS《城市獵人》飾演 李慶莞
- 2011年：KBS《公主的男人》飾演 申叔舟
- 2011年：KBS《福熙姐》飾演 宋秉滿
- 2012年：KBS《星星月亮摘給你》飾演 韓正勳
- 2013年：SBS《張玉貞，為愛而生》飾演 閔維重
- 2013年：SBS《出生的祕密》飾演 崔錫
- 2015年：SBS《我的心一閃一閃》飾演 姜振吾
- 2018年：OCN《小神的孩子們》飾演 白道圭
- 2019年：KBS《鄰家律師趙德浩2：罪與罰》飾演 金俊哲

### 電影
- 1981年：《The Ball Shot By A Midget》
- 2003年：《實尾島風雲》
- 2013年：《清夜》

## 外部連結
- 李曉庭在NAVER上的资料
- 李曉庭在韩国电影数据库（KMDb）上的資料（韓語）
- 李曉庭在互联网电影资料库（IMDb）上的資料（英文）